# Абхазско-венесуэльские отношения
Абхазско-венесуэльские отношения относятся к двусторонним отношениям между Республикой Абхазия и Венесуэлой. Венесуэла признала Абхазию и Южную Осетию 10 сентября 2009 года, почти через десять лет после того, как страны провозгласили свою независимость от Грузии в 1999 году. Венесуэла является третьим государством, признавшим независимость Абхазии и Южной Осетии, после России и Никарагуа.

## Обзор
Президент Венесуэлы Уго Чавес объявил, что его правительство признаёт Абхазию и Южную Осетию, во время его приёма президентом России Дмитрием Медведевым в Москве. Чавес также объявил, что официальные дипломатические отношения будут установлены с обеими республиками. Ранее он поддержал признание Россией двух республик, говоря: «Россия признала независимость Абхазии и Южной Осетии. Мы поддерживаем Россию. Россия имеет право на защиту своих интересов».
После объявления о признании президент Абхазии Сергей Багапш ответил: «Мы всегда смотрели на Венесуэлу и некоторые другие страны Латинской Америки с надеждой. Абхазская делегация в настоящее время находится в Каракасе после посещения Кубы и Никарагуа, где она получила тёплый приём и поддержку». Грузинский МИД осудил решение правительства Венесуэлы, называя президента Чавеса «диктатором» даже в официальном заявлении, сделанном в тот же день.
Встреча двух правительств на уровне заместителей министров иностранных дел в сентябре 2009 года по официальным сообщениям была сосредоточена на политическом и экономическом сотрудничестве. Абхазия попросила Венесуэлу создать платформу для лоббирования признания независимости Абхазии в Латинской Америке.
Багапш объявил, что он прибудет в составе делегации должностных лиц в ходе визита в Венесуэлу и Никарагуа в июле 2010 года. Визит был направлен на содействие международному признанию и расширению отношений в Латинской Америке и Карибском бассейне. Премьер-министр Абхазии Сергей Шамба сказал: «Мы считаем, что страны уважают власть Чавеса в качестве регионального лидера и следуют его примеру». Президент Абхазии Сергей Багапш пригласил инвестиции нефтяной компании Venezolan PdVSA в Абхазию. Некоторыми лицами этот шаг был рассмотрен как попытка уменьшить зависимость Абхазии от России.
Чрезвычайный полномочный посол Республики Венесуэла в Абхазии Уго Хосе Гарсия Эрнандес вручил верительные грамоты президенту Абхазии Сергею Багапшу 12 июля 2010 года.
С 6 декабря 2010 года Чрезвычайным и Полномочным Послом Республики Абхазии в Боливарианской Республике Венесуэла является Заур Гваджава.